# Kaukania anser
Kaukania anser är en insektsart som beskrevs av Irena Dworakowska 1972. Kaukania anser ingår i släktet Kaukania och familjen dvärgstritar. Inga underarter finns listade i Catalogue of Life.